# Juliusz Ippoldt
Juliusz Antoni Ippoldt (ur. 22 stycznia 1867 w Krakowie, zm. 5 marca 1960 tamże) – polski germanista, leksykograf, nauczyciel, pedagog.

## Życiorys
Urodził się 22 stycznia 1867 w Krakowie, w rodzinie Franciszka, pracownika kolei, i Marii z Gregorów. Edukację rozpoczął w Szkole Ludowej św. Barbary w Krakowie i kontynuował ją w Gimnazjum św. Anny oraz w Gimnazjum im. Króla Jana III Sobieskiego, gdzie w 1886 zdał maturę. Ukończył studia humanistyczne w zakresie filologii germańskiej na Uniwersytecie Jagiellońskim i na Uniwersytecie Wiedeńskim. Podjął pracę nauczyciela języka niemieckiego od 7 września 1892. Egzamin zawodowy złożył 27 listopada 1895. Został mianowany nauczycielem rzeczywistym od 1 września 1896. Od 1896 do 1898 uczył w C. K. I Gimnazjum w Przemyślu, od 1898 do 1910 w C. K. Gimnazjum św. Anny (Bartłomieja Nowodworskiego) w Krakowie (łącznie 12 lat), w 1928 założył Prywatne Żeńskie Gimnazjum im. Królowej Jadwigi w Krakowie, którym kierował do czasu zamknięcia szkoły przez Niemców w 1939, równolegle od 1901 do 1927 był lektorem j. niemieckiego w Akademii Handlowej w Krakowie, a także na przemianowanej Wyższej Szkole Ekonomicznej w Krakowie. W latach 1910–1929 oraz po II wojnie światowej 1945–1952 pracował na Uniwersytecie Jagiellońskim, gdzie był wykładowcą dydaktyki w Studium Pedagogicznym. Wykładał także na wakacyjnych kursach szkół średnich. Był czynny jako nauczyciel i pedagog przez 60 lat. Tworzył podręczniki do nauki języka niemieckiego. W latach trzydziestych XX wieku obok Słownika podręcznego Pawła Kaliny ukazał się obszerny dwutomowy słownik autorstwa Juliusza Ippoldta (pierwsze wydanie w r. 1938). Zawiera blisko 100 000 haseł. Ponieważ w pierwszych latach powojennych na rynku wydawniczym praktycznie nie pojawiały się nowe słowniki w relacji polsko-niemieckiej, w roku 1952 opublikowano dodruk do słownika Kaliny, a w roku 1959 do pierwszego wydania słownika Ippoldta.

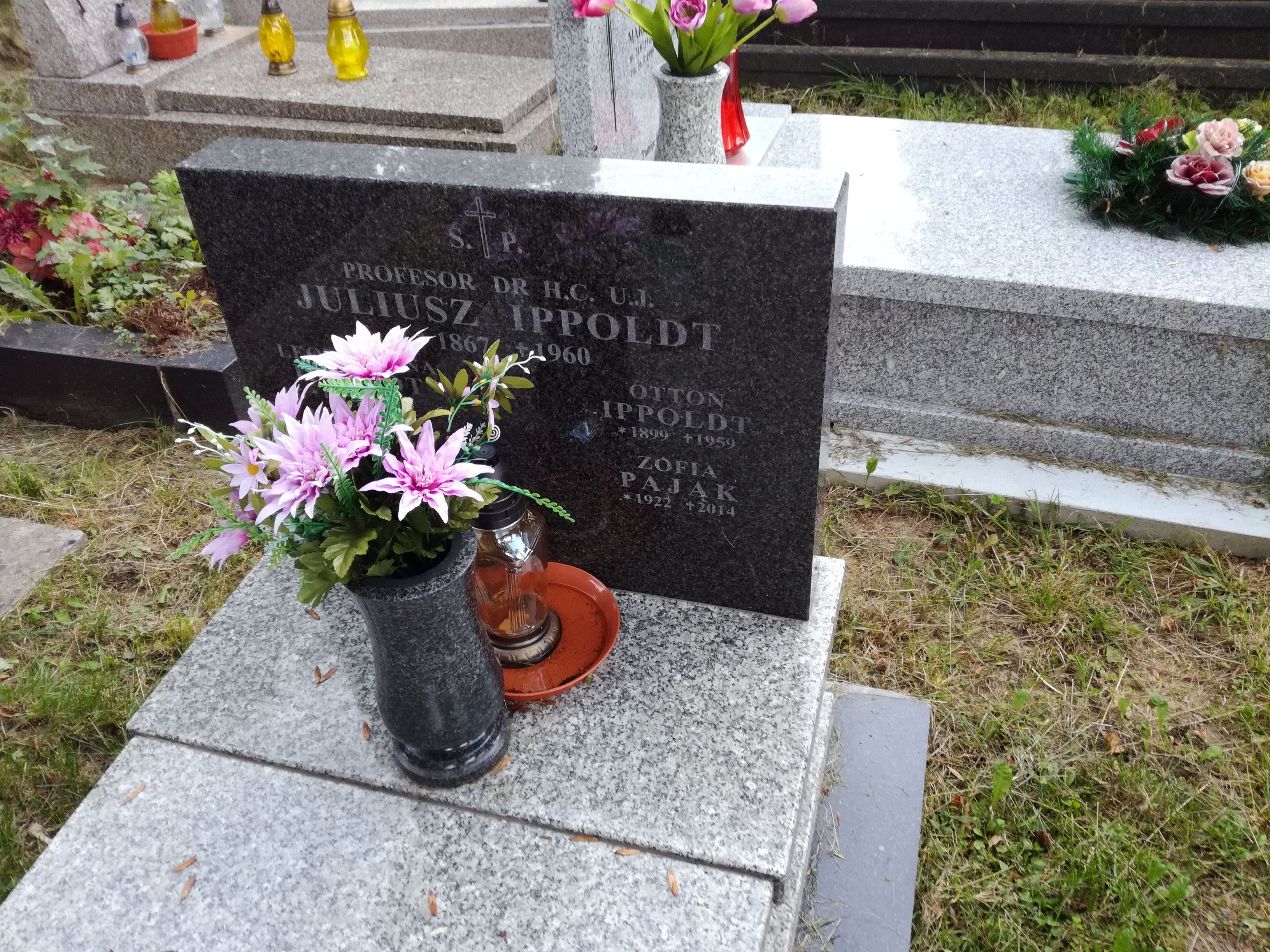
Grób prof. Juliusza Ippoldta na cmentarzu Rakowickim

Był współautorem monumentalnego Wielkiego słownika niemiecko-polskiego. W okresie powojennym nad nowym słownikiem pracował najpierw Juliusz Ippoldt, a od roku 1959 jego prace kontynuował germanista wrocławski Jan Piprek. Powstał największy wówczas 4-tomowy słownik – pierwsze wydanie części niemiecko-polskiej miało miejsce w roku 1969, a części polsko-niemieckiej w roku 1971. Dopiero po roku 2007 ukazały się dwa inne wielkie słowniki relacji polsko-niemieckiej wydawnictwa Pons i PWN.
W 1947 otrzymał tytuł doktora honoris causa Uniwersytetu Jagiellońskiego.
Zmarł 5 marca 1960 w Krakowie w wieku 93 lat. Został pochowany 9 marca 1960 na cmentarzu Rakowickim w Krakowie (kwatera HD-płd-przedostatni).

## Publikacje
- Nauka Herbarta o t. z. „Stopniach formalnych” i jej rozwój (niem. Herbarts Lehre von den sogen. Formalstufen, 1898).
- Deutsches Lesebuch für die oberen Klassen der galizischen Mittelschulen: Achte Klasse, Tom 4 (1909).
- Niemiecka korespondencja handlowa dla Polaków: ze wstępem gramatyczno-stylistycznym, uwzględniającym najpowszechniejsze usterki językowe i ze słownikiem frazeologicznym handlowym. Cz. 1 i 2 (1927).
- Jak młodzież naszą zachęcić do czytania (1932).
- Juliusz Ippoldt: Handwörterbuch der polnischen und deutschen Sprache. Słownik niemiecko-polski i polsko-niemiecki. Warszawa: Wydawnictwo Trzaski, Ewerta, Michalskiego, 1938.
- Trzaski, Everta i Michalskiego słownik niemiecko-polski i polsko-niemiecki: Niemiecko-polska. Polsko-niemiecka, Części 1–2 (1939).
- Fünftausend deutsche Synonyme für deutschlernende Polen: Synonimika niemiecka obejmująca pięć tysięcy niemieckich wyrażeń synonimicznych dla Polaków uczących się języka niemieckiego (1943).
- Handwörterbuch der deutschen und polnischen Sprache: Słownik niemiecko-polski i polsko-niemiecki. Deutsch-polnisch, Tom 1 (1959).
- Wielki słownik niemiecko-polski (tom I i II; współautor: Jan Piprek; wyd. 1969, 1970, 1972, 1982, 1984)[4].

## Ordery i odznaczenia
- Krzyż Oficerski Orderu Odrodzenia Polski (30 maja 1947)[12]
- Złoty Krzyż Zasługi (1937)
- Medal Jubileuszowy Pamiątkowy dla Cywilnych Funkcjonariuszów Państwowych (Austro-Węgry)[5]
- Krzyż Jubileuszowy dla Cywilnych Funkcjonariuszów Państwowych (Austro-Węgry)[5]